# Jang Hyun-soo
Jang Hyun-soo (kor. 장현수; * 28. September 1991 in Seoul) ist ein südkoreanischer Fußballspieler.

## Karriere

### Verein
Jang Hyun-soo erlernte das Fußballspielen in der Schulmannschaft der Kyunghee High School sowie in der Universitätsmannschaft der Yonsei University in Seoul. Seinen ersten Profivertrag unterschrieb er am 1. Januar 2012 beim japanischen FC Tokyo. Der Verein, der in der Präfektur Tokio beheimatet ist, spielte in der ersten japanischen Liga. Für Tokio absolvierte er 40 Erstligaspiele. Anfang Januar 2014 wechselte er nach China. Hier schloss er sich dem Guangzhou R&F aus Guangzhou an. Mit Guangzhou spielte er 64-mal in der ersten Liga, der Chinese Super League. Im Juli 2017 kehrte er für zwei Jahre zu seinem ehemaligen Verein FC Tokyo zurück. Für Tokyo stand er 48-mal in der ersten Liga auf dem Spielfeld. al-Hilal, ein Verein aus Saudi-Arabien, nahm ihn Mitte 2019 unter Vertrag. Der Verein aus Riad spielte in der ersten Liga. Mit dem Verein gewann er 2019 die AFC Champions League. Hier gewann man gegen den japanischen Vertreter Urawa Red Diamonds. 2020 feierte er mit dem Verein die Meisterschaft. Im gleichen Jahr gewann er mit al-Hilan den King Cup. Das Endspiel gegen al-Nasr FC gewann man mit 2:1. Nach 91 Erstligaspielen wurde sein Vertrag im September 2023 nicht verlängert. Ende November 2023 ging er nach Katar. Hier unterschrieb er einen Vertrag beim Erstligisten al-Gharafa Sports Club.

### Nationalmannschaft
Jang Hyun-soo spielte von 2009 bis 2011 siebenmal in der südkoreanischen U20-Nationalmannschaft. Einmal lief er 2011 für die U23-Mannschaft auf. Mit der Olympiamannschaft nahm er 2016 an den Olympischen Sommerspielen in Rio de Janeiro, Brasilien, teil. Hier wurde man Gruppensieger und zog ins Viertelfinale ein. Im Viertelfinale verlor man gegen das Team aus Honduras mit 0:1. Von 2013 bis 2018 spielte er für die südkoreanische A-Nationalmannschaft. 2014 belegte man bei den Asienspielen im eigenen Land den ersten Platz. 2017 gewann er mit dem Team in Japan die Ostasienmeisterschaft.

## Sonstiges
Jang Hyun-soo wurde für schuldig befunden, über die Anzahl an geleisteten Sozialstunden falsche Angaben gemacht zu haben. Daraufhin sperrte ihn der südkoreanische Verband lebenslang für alle Nationalmannschaften des Landes. Außerdem erhielt er eine Geldstrafe von 26.448 US-Dollar.

## Erfolge

### Verein
al-Hilal (Saudi-Arabien)
- AFC Champions League: 2019
- Saudi Professional League: 2020
- King Cup: 2020

### Nationalmannschaft
- Ostasienmeisterschaft: 2017
- Asienspiele: 2014